# Ussing-Kammer

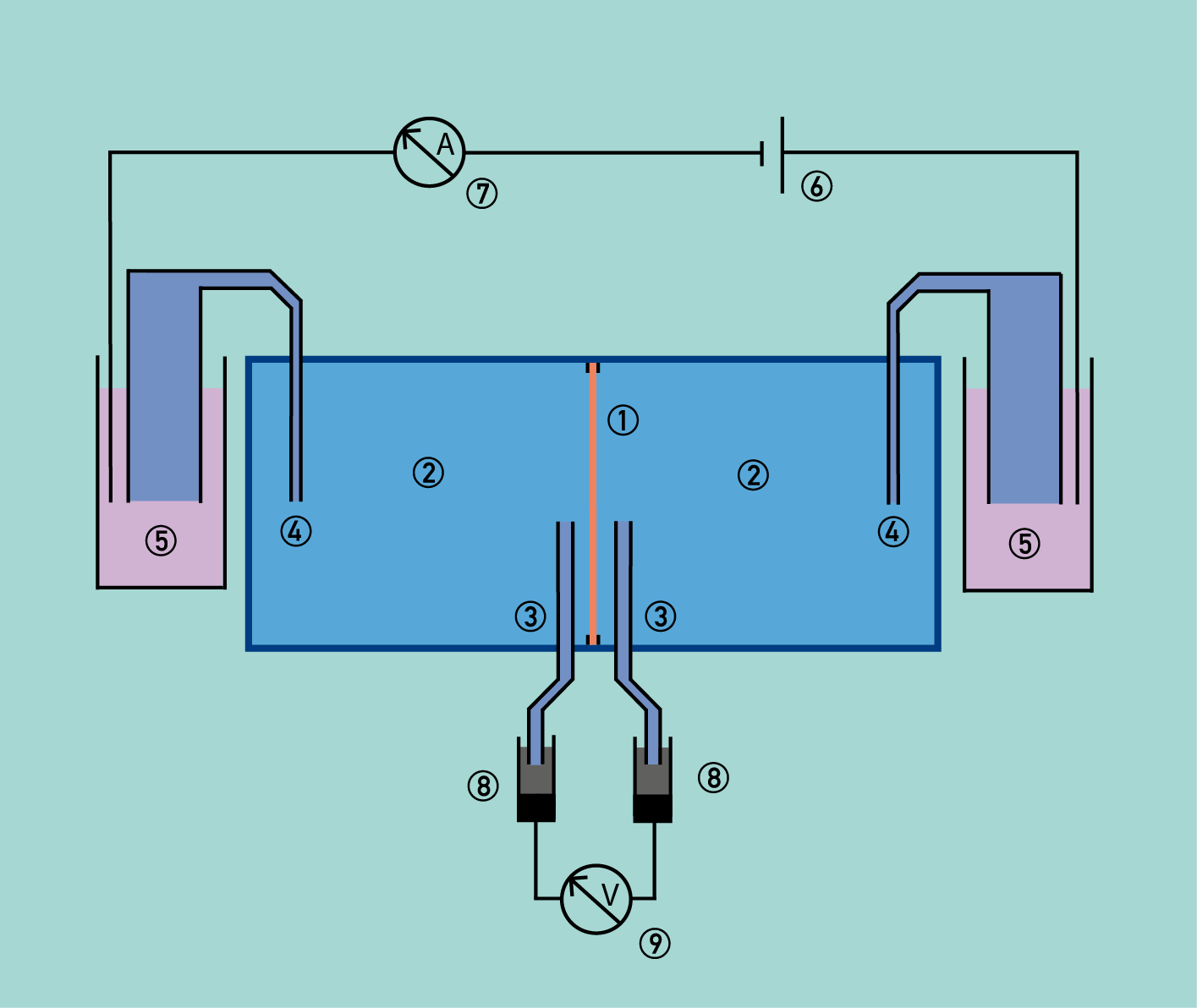
Das Prinzip der Ussing-Kammer nach Hans Ussing:
(1) Das Epithelgewebe halbiert die Kammer.
(2) Halbzellen mit Ringerlösung
(3)(4) Agar-Ringer-Brücken
(5) Gesättigte KCl-AgCl-Lösung
(6) Variable Gleichstromquelle
(7) Amperemeter
(8) Gesättigte KCl-Kalomel-Elektrode
(9) Voltmeter

Die Grundlagen des Membran-Potentials

Die Ussing-Kammer ist eine Apparatur zur Messung von Eigenschaften der Durchlässigkeit von Epithelgeweben. Es können damit Transport- und Barrierefunktionen des lebenden Gewebes erfasst und quantifiziert werden. Diese Technik wurde 1946 vom dänischen Physiologen Hans Henriksen Ussing erfunden.
Mit der Ussing-Kammer kann mit einem relativ einfachen Versuchsaufbau der aktive Ionentransport von Epithelien und ihr Widerstand in Bezug auf Konzentration und Art der Ionen bestimmt werden.

## Aufbau
Die Ussing-Kammer wird verwendet, um den Transport von Ionen und kleinen organischen Molekülen (Nährstoffe, Schadstoffe, Arzneistoffe) zwischen verschiedenen Epithelgeweben zu messen. Sie besteht aus zwei Hälften bzw. Halbzellen, die durch ein präpariertes Epithelgewebe vollständig getrennt sind. Als Puffer (Superfusat) wird typischerweise eine CO2 / HCO3 - gepufferte Ringer-Lösung verwendet, wie beispielsweise Krebs-Bicarbonat Ringer (KBR). Auf diese Weise werden unerwünschte chemische, mechanische und elektrische Einflüsse neutralisiert.
Epithelzellen sind polarisierte Zellen, mit unterschiedlichen Eigenschaften an der obenliegenden (apikalen) und der untenliegenden (basalen) Zellmembran. Sie haben eine mucosale, apikale und eine serosale, basale Seite. Das macht sich die Ussing-Kammer zunutze. An die beiden Halbkammern wird je eine Spannung und verschiedene Messapparaturen angelegt.

## Anwendung
Ussing-Kammern können für elektrophysiologische oder diffusionsbasierte Studien angewendet werden und für eine Kombination von beiden. Auch nuklearmedizinische Untersuchungen sind möglich, wobei die Ionen als Tracer radioaktiv markiert werden.

## Typen
Ussing-Kammern gibt es in verschiedenen Varianten von Größe, Form und Zusatzfunktionen. Die wichtigsten Typen sind:
- Klassisches Kammersystem (wie von Ussing entwickelt).
- Autonomes Kammersystem (die komplette Apparatur ist in einem einzigen Block integriert)
- Multi-Kanal-Kammersystem (2 bis 24 unabhängige Kammern werden kombiniert)